# Turcas (etnia)
Turcas (em francês: Tourcas/Tourkas) são um grupo étnico em Burquina Fasso. Eles fazem parte dos gures e falam a língua turca, uma das gures. A população turca é estimada em 48 000-61 000.